# Émile Daems
Émile Daems   (Genval, 4 d'abril de 1938 - Wavre, 17 d'octubre de 2024) va ser un ciclista belga que fou professional entre 1959 i 1966. Era especialista en les arribades a l'esprint. Al llarg de la seva carrera aconseguí 54 victòries, entre les quals destaquen una Milà-Sanremo, una París-Roubaix, un Volta a Llombardia i diverses etapes al Tour de França i Giro d'Itàlia.

## Palmarès
- 1958
  - 1r a la Berliner Etappenfahrt
  - 1r al Gran Premi General Patton
- 1959
  - 1r de la Hoeilaert-Diest-Hoeilaert
  - Vencedor d'una etapa al Tour d'Aquitània
- 1960
  - 1r a la Volta a Llombardia
  - 1r al Giro dels Apenins
  - 1r al Circuit de l'Oest de Mons
  - 1r al Gran Premi Longines
  - 1r al Premi Nacional de Clausura
  - 1r al Critèrium de Knokke
  - Vencedor de 2 etapes al Giro d'Itàlia
  - Vencedor d'una etapa de la Roma-Nàpols-Roma
- 1961
  - 1r al Giro de Sardenya
  - 1r al Tour de Tessin
  - Vencedor d'una etapa al Tour de França
- 1962
  - 1r a la Milà-Sanremo
  - 1r al Tour de Tessin
  - 1r al Circuit de Limburg
  - 1r a la Brussel·les-Alsemberg
  - 1r al Critèrium de Hal
  - 1r al Critèrium de Londerzeel
  - 1r al Critèrium de Werchetr
  - Vencedor de 3 etapes al Tour de França
  - Vencedor d'una etapa al Giro de Sardenya
  - Vencedor d'una etapa a la París-Niça
- 1963
  - Campió de Bèlgica interclubs
  - 1r a la París-Roubaix
  - 1r dels Boucles Roquevairoises
  - 1r al Critèrium d'Aix en Provence
  - 1r al Critèrium de Bolonya
  - 1r al Critèrium de Ploudalmezeau
  - Vencedor de 2 etapes de la mig-agost Bretona
- 1964
  - Campió de Brabant
  - 1r al Critèrium de Wetteren
- 1965
  - Campió de Bèlgica interclubs
  - 1r al Gran Premi del Tournaisis

### Resultats al Tour de França
- 1961. Abandona (10a etapa). Vencedor d'una etapa
- 1962. 13è de la classificació general i vencedor de 3 etapes
- 1963. 67è de la classificació general
- 1964. Abandona (5a etapa)

### Resultats al Giro d'Itàlia
- 1960. 84è de la classificació general i vencedor de 2 etapes
- 1962. Abandona (14a etapa)